# Yoon Se-ah
Yoon Se-ah (2 de enero de 1978) es una actriz surcoreana, conocida por sus papeles en las series City Hall, Wife Returns, y Como aman los hombres.

## Carrera
Fue emparejada con el actor y modelo coreano-francés-canadiense Julien Kang en la temporada 4 del reality show We Got Married.  Apodados como la «Pareja KangYoon» y «Pareja Juliah» por los televidentes, participaron en el espectáculo televisivo del 18 de agosto de 2012 al 2 de marzo de 2013.
El 28 de septiembre del 2019 se unió al elenco de la serie Melting Me Softly, donde dio vida a Na Ha-young, una anunciadora y el primer amor y la ex-prometida de Ma Dong-chan (Ji Chang-wook), hasta el final de la serie en noviembre del mismo año.
En octubre del mismo año se confirmó que se había unido al elenco de la serie Snowdrop, donde interpretará a Pi Seung-hee, la estricta y aterradora encargada del dormitorio femenino.
El 4 de agosto de 2021 se unió al elenco principal de la serie The Road: Tragedy of One, donde dio vida a Seo Eun-soo, la sabia y elegante esposa del presentador de noticias Baek Soo-hyun (Ji Jin-hee), así como la hija del presidente de Je Kang Group, quien controla el mundo político de Corea, hasta el final de la serie el 9 de septiembre del mismo año.

## Filmografía

### Series de televisión
| Año        | Título en inglés                | Título en coreano          | Papel                | Red     | Notas                |
| ---------- | ------------------------------- | -------------------------- | -------------------- | ------- | -------------------- |
| 2005       | Lovers in Prague                | 프라하의 연인              | Kang Hye-joo         | SBS     |                      |
| 2005       | That Woman                      | 그 여자                    |                      | SBS     |                      |
| 2006       | The King of Head-butts          | 박치기왕                   | Yoon Boon-hong       | SBS     |                      |
| 2006       | Smile Again                     | 스마일 어게인              | Choi Yoo-kang        | SBS     |                      |
| 2006       | How Much Love                   | 얼마나 좋길래              | Lee Hae-joo          | MBC     |                      |
| 2008       | The Great King, Sejong          | 대왕 세종                  | Hyebin Lady Yang     | KBS1    |                      |
| 2008       | On Air                          | 온에어                     | Escritora Yoon Se-ah | SBS     | (cameo, episode 21)  |
| 2008       | Love Marriage                   | 연애결혼                   | Seo Hwa-young        | KBS2    |                      |
| 2009       | City Hall                       | 시티홀                     | Go Go-hae            | SBS     |                      |
| 2009       | Wife Returns                    | 아내가 돌아왔다            | Min Seo-hyun         | SBS     |                      |
| 2010       | Drama Special: "Family Secrets" | 드라마 스페셜: 가족의 비밀 | Wang Joo-ri          | KBS2    |                      |
| 2011       | You're So Pretty                | 당신 참 예쁘다             | Go Yoo-rang          | MBC     |                      |
| 2012       | A Gentleman's Dignity           | 신사의 품격                | Hong Se-ra           | SBS     |                      |
| 2012       | My Lover, Madame Butterfly      | 내 사랑 나비부인           | Yoon Seol-ah         | SBS     |                      |
| 2013       | Gu Family Book                  | 구가의 서                  | Yoon Seo-hwa         | MBC     |                      |
| 2014       | Drama Special: "The Dreamer"    | 드라마 스페셜: 꿈꾸는 남자 | Kim Soon-ae          | KBS2    |                      |
| 2015       | Eve's Love                      | 이브의 사랑                | Jin Song-ah          | MBC     |                      |
| 2017       | My Sassy Girl                   | 엽기적인 그녀              | Queen Park           | SBS     |                      |
| 2017-18    | Just Between Lovers             | 그냥 사랑하는 사이         | Ma-ri                | JTBC    |                      |
| 2018       | Nice Witch                      | 착한마녀전                 | Oh Tae-ri            | SBS     | [ 9 ]                |
| 2019       | Melting Me Softly               | 날 녹여주오                | Na Ha-young          | tvN     |                      |
| 2017, 2020 | Forest of Secrets (Stranger)    | 비밀의 숲                  | Lee Yeon-jae         | tvN     | [ 10 ] [ 11 ] [ 12 ] |
| 2021       | The Road: Tragedy of One        | 더 로드: 1의 비극          | Seo Eun-soo          | tvN     |                      |
| 2021-22    | Snowdrop                        | 설강화                     | Pi Seung-hee         | JTBC    |                      |
| 2024       | Jerarquía                       | 하이라키                   | Ahn Hye-won          | Netflix |                      |
| 2024       | Perfect Family                  | 완벽한 가족                | Ha Eun-joo           | KBS2    | [ 13 ] [ 14 ]        |

### Cine
| Año  | Título en inglés      | Título en coreano | Papel                     |
| ---- | --------------------- | ----------------- | ------------------------- |
| 2005 | Blood Rain            | 혈의 누           | Kang So-yeon              |
| 2007 | Shadows in the Palace | 궁녀              | Hui-bin                   |
| 2010 | Parallel Life         | 평행이론          | Bae Yun-kyeong            |
| 2011 | Funny Neighbors       | 수상한 이웃들     | Yoon Hye-jeong            |
| 2012 | Doomsday Book         | 인류멸망보고서    | madre de Min-seo          |
| 2014 | Scarlet Innocence     | 마담 뺑덕         | madre de Chung-ee (cameo) |
| 2016 | A Man and a Woman     | 남과 여           | Se-na                     |
| 2017 | Bluebeard             | 해빙              |                           |

### Espectáculos de variedades
| Año                     | Título                          | Papel        | Episodio     | Red       |
| ----------------------- | ------------------------------- | ------------ | ------------ | --------- |
| 2010-10-02 – 2010-11-20 | Chellah Chellah English Cooking | presentadora | EP 01 – 07   | Olive TV  |
| 2011-12-08 – 2012-02-26 | Movie Holic                     | presentadora | EP 01 – 11   | Channel A |
| 2012-08-18 – 2013-03-02 | We Got Married - Season 4       | elenco       | EP 131 – 159 | MBC       |
| 2015-01-30 – 2015-03-20 | Law of the Jungle in Palau      | elenco       | SBS          |           |

### Anuncios
| Año | Título      | Notas                  |
| --- | ----------- | ---------------------- |
| -   | 팔도 왕뚜껑 | junto a Kim Byung-chul |

## Apoyo a beneficencia
El marzo de 2022 se anunció que había realizado una donación de 10 millones de wones, para apoyar a los ciudadanos de las áreas afectadas por el incendio forestal que se salió de control en Gangwon y Gyeongsangbuk-do.

## Premios y nominaciones
| Año  | Premio                         | Categoría                                                            | Nominación                   | Resultado |
| ---- | ------------------------------ | -------------------------------------------------------------------- | ---------------------------- | --------- |
| 2005 | 4 de Korean Film Awards        | Mejor Actriz Revelación                                              | Blood Rain                   | Nominada  |
| 2005 | 13 SBS Drama Awards            | Premio Nueva Estrella                                                | Lovers in Prague             | Ganadora  |
| 2009 | 17 SBS Drama Awards            | Mejor Actriz de reparto en un Drama Especial                         | City Hall                    | Nominada  |
| 2011 | 30 de MBC Drama Awards         | Premio a la excelencia, la Actriz en una Serie de Drama              | You're So Pretty             | Nominada  |
| 2012 | 12 de MBC Entertainment Awards | Mejor debutante en un Espectáculo de variedades                      | We Got Married – Temporada 4 | Ganadora  |
| 2012 | 20 de SBS Drama Awards         | Premio a la excelencia, a la Actriz en un fin de Semana/Drama Diario | A Gentleman's Dignity        | Nominada  |

### Presentadora
| Año  | Evento                  | Notas                     |
| ---- | ----------------------- | ------------------------- |
| 2020 | 34th Golden Disc Awards | presentadora de categoría |